# Cryptille de Victorin
Cryptillas victorini
Genre
Espèce
Statut de conservation UICN

 LC  : Préoccupation mineure
La Cryptille de Victorin (Cryptillas victorini) est une espèce de passereaux de la famille des Macrosphenidae.
Son nom commémore le zoologiste et explorateur suédois Johan Fredrik Victorin (en) (1831-1855).

## Répartition
Son aire s'étend à travers le fynbos sud-africain.